# 리지아 파군지스 텔리스
리지아 파군지스 텔리스(Lygia Fagundes Telles, 1918년 4월 19일~2022년 4월 3일)는 브라질의 작가이자 소설가이다.

## 저서
- La nuit obscure et moi(1998년)
- Seminário dos ratos(1998년)
- A estrutura da bolha de sabão(1986년)
- Tigrela and other stories(1986년)
- The girl in the photograph(1984년)
- As Meninas(1973년)
- Un thé bien fort et trois tasses(1970년)
- The marble dance(1954년)

## 같이 보기
- 브라질 문학